# Tizenhat online tonna
A Tizenhat online tonna (Unfulfilled) a South Park című rajzfilmsorozat 296. része (a 22. évad 9. epizódja). Elsőként 2018. december 5-én sugározták az Amerika Egyesült Államokban a Comedy Centralon, míg hazánkban ugyancsak a Comedy Central mutatta be 2018. december 28-án.
Az epizód egy kétrészes évadzáró, amelynek cselekménye arról szól, hogy az Amazon egy új raktárat nyit South Parkban (utalva ezzel arra a 2018-ban zajlott versenyre, melynek során amerikai városok versengtek ezért a címért), ahol a munkakörülmények kifogásolhatóak. A marxista közgazdaságtan toposzaival is dolgozó epizódban felbukkan az Amazon vezérigazgatója, Jeff Bezos is, akit az eredeti Star Trek-sorozat pilot epizódjának talosziaihoz hasonló lényként ábrázolnak.

## Cselekmény
Butters alig várja már a város közelgő bicajparádéját, mert úgy érzi, ő fogja megnyerni az első díjat: ötven dollárt. Meg is veszi az ahhoz szükséges tartozékokat, de az apja, Stephen, aki nemrég kezdett el dolgozni az Amazon legújabb raktárában, idegeskedik amiatt, hogy a családjuk egyre mélyebben süllyed az adósságokban. Ha ez nem lenne elég, városszerte rengeteg üzlet bezárt, mert az emberek mindent inkább online rendelnek meg. A bicajparádé nem igazán hozza lázba a fiúkat, de amikor meglátják, hogy Butters megszégyenül Larry Zewiski full extrás biciklije előtt, érdekelni kezdi őket a dolog - szeretnének ugyanis végre valamit újra közösen csinálni, mint régen.
A raktárban baleset történik: Stephen munkatársát, Josh Cartert elkapja a gép és becsomagolja egy dobozba. Az Amazon közleményt ad ki arról, hogy a balesetet emberi hiba okozta, ami felháborítja a dolgozókat és sztrájkolni kezdenek. Stephen ellenzi ezt, mert ő most pénzt akar keresni a fiának a bicajparádéra, de véleményével egyedül marad. Másnap Cartman hiába várja az Amazon-csomag megérkezését, mert a több tiszteletet és pénzt követelő dolgozók sztrájkolnak. Egyikük Josh Carter, aki még mindig be van csomagolva a dobozba, ugyanis mivel összepréselődtek a szervei, ha kinyílna a doboz, "kifolyna és meghalna" - ő a tévének is nyilatkozik, marxista szóhasználattal. Ezalatt Jeff Bezos elmegy a polgármesterhez, ahol számonkéri őt az egyezségük miatt, hogy a város tökéletes helyszín lesz. Mivel most egész Colorado államban késlekednek a szállítások és emiatt csökken a cég jó hírneve is, Bezos megfenyegeti a polgármestert: ha nem éri el, hogy minden zökkenőmentesen menjen tovább, akkor meg fogja vonni a Prime-tagságát. Az Amazon egyébként is elkezdi azzal bünteni a sztrájkolókat, hogy megvonja a Prime-tagságukat, ami miatt Stephen elkezd meghasonulni, mert egyszerre kell kiállnia a családjáért és a munkatársaiért. Bezos és a polgármester ezt is végignézik az Amazon Alexába beépített kémkamerán keresztül, és elégedettek, mert Stephen végül úgy dönt, bemegy dolgozni.
Mivel a fiúk nem kapják meg a rendeléseiket, elhatározzák, hogy elmennek a plázába vásárolni, ami teljesen leromlott és kihalt, és az ott dolgozókat zombiszerűen ábrázolják, akik nem tudnak versenyezni választék terén az online áruházakkal. Stan felveszi a kapcsolatot Bezossal és közli vele, hogy a pláza dolgozói talán be tudnának ugrani a sztrájkolók helyett, és ezt el tudjá intézni - feltéve ha azonnal megkapják a rendelt holmijaikat. Bezos beleegyezik ebbe, és amikor Josh Carter megtudja ezt, elhatározza, hogy forradalomba vezeti a dolgozókat.

## Forráshivatkozások
1. ↑  Schedeen, Jesse: South Park Season 22, Episode 9: "Unfulfilled" Review (angol nyelven). IGN, 2018. december 6. (Hozzáférés: 2024. június 17.)
2. ↑  Hamilton, Isobel Asher: Jeff Bezos was ridiculed by 'South Park' and portrayed as a giant-brained, telepathic supervillain (amerikai angol nyelven). Business Insider. (Hozzáférés: 2024. június 17.)
3. ↑  Placido, Dani Di: 'South Park' Review: 'Unfulfilled' Attacks Amazon With Razor-Sharp Satire (angol nyelven). Forbes. (Hozzáférés: 2024. június 17.)